# Panzerjäger I
Panzerjäger I byl německý stíhač tanků zkonstruovaný závody Alkett Berlín s využitím podvozku lehkého tanku Panzerkampfwagen I Ausf. B. Za jeho hlavní výzbroj byl vybrán československý protitankový kanón Škoda A-5, zavedený do výzbroje československé armády jako KPÚV vz. 38 a Němci označovaný jako 4,7 cm Pak 38(t) či 4,7 cm PaK(t). Výroba byla zahájena v březnu 1940 a celkem bylo vyrobeno 202 strojů. Byly nasazeny při vpádu do Francie, na africkém bojišti a při operaci Barbarossa. Poslední stroje byly staženy z bojových operací po roce 1942.
Panzerjäger I představoval improvizovanou konstrukci, která měla využít stroje Panzer I, které již přestávaly být v boji použitelné. Šlo o efektivní zbraň pro boj s tančíky a lehkými tanky, ovšem proti kvalitním středním tankům se už prosazoval hůře. Jakožto první z řady improvizací a nouzových přestaveb trpěl Panzerjäger I řadou nedostatků a nedokonalostí – vysokou siluetou, absencí efektivní protipěchotní výzbroje či nedostatečnou ochranou posádky..
Původní variantou označení vozidla je SFL mit der 4,7 cm PaK(t), oficiální název zní 4,7 cm PaK(t) (Sf) auf Panzerkampfwagen I Ausf. B ohne Turm, běžně se však užívá jednodušší Panzejäger I nebo PzJgr I.

### Externí odkazy

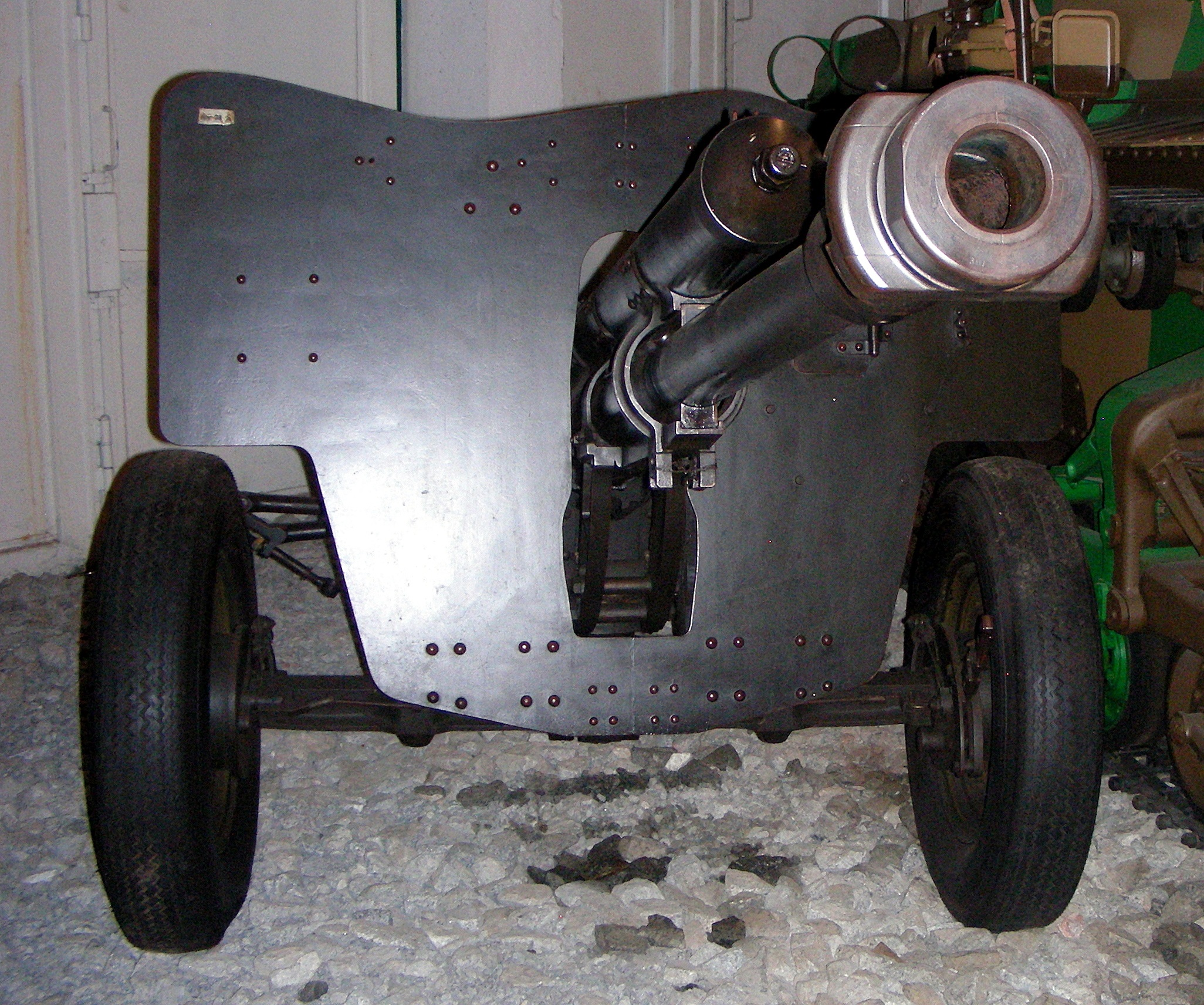
protitankový kanón Škoda A-5, výzbroj stíhače tanků Panzerjäger I